# Catriona Gray
Pour les articles homonymes, voir Gray.
Catriona Elisa Magnayon Gray, née le 6 janvier 1994, est un mannequin philippin-australien élue Miss Monde Philippines 2016, Miss Philippines 2018 et Miss Univers 2018. Elle est la quatrième Miss Univers originaire des Philippines et a atteint le top 5 lors de l'élection de Miss Monde 2016.

## Biographie
Née d'un père australien d'origine écossaise, Ian Gray, et d'une mère philippine, Normita Ragas Magnayon, elle grandit en Australie. À l'âge de cinq ans, elle participe à l'élection de Little Miss Philippines à Sydney où elle vit avec ses parents. Catriona Gray est diplômée d'un certificat professionnel en théorie musicale obtenu par correspondance du Berklee College of Music. Elle est également ceinture noire de Choi Kwang-Do,. Elle effectue son parcours scolaire à la Trinity Anglican School, puis part habiter à Manille, aux Philippines afin de devenir mannequin professionnel pour une agence.
Gray milite dans deux associations aux Philippines, Young Focus Philippines qui vient en aide aux enfants et Love Yourself Philippines qui apporte de l'aide aux malades du SIDA aux Philippines.

## Miss Monde Philippines 2016 et Miss Monde 2016
Le 2 octobre 2016, elle est élue Miss Monde Philippines et représente son pays lors de l'élection de Miss Monde 2016 à Oxon Hill (États-Unis). Pourtant partie favorite, l'élection est remportée par la Portoricaine Stephanie Del Valle et Catriona finit, contre toute attente, dans le top 5. Elle remporte tout de même le Multimedia Award et arrive 2e au Talent Award et finit dans le top 5 du Beauty with a Purpose project.

## Miss Philippines 2018
Le 18 mars 2018, elle est élue Miss Philippines 2018. Finissant à la première place, elle gagne le droit de représenter son pays à l'élection de Miss Univers 2018. Elle est couronnée par Rachel Louise Peters, Miss Philippines 2017, qui avait fini dans le top 10 à Miss Univers 2017.
Lors du show, le présentateur lui pose cette question : « Quel message souhaitez-vous transmettre aux jeunes femmes ? ». À cette question, sa réponse est la suivante :
« Ma réponse et mon message aux jeunes femmes est de rester fortes. En tant que femmes, nous sommes des chefs de famille et nous avons une influence incroyable, non seulement dans notre propre famille, en tant que mères, sœurs et amies, mais également dans notre communauté. Si nous pouvions amener les femmes à rester fortes afin de transmettre cette image de force aux enfants et à leur entourage, une fois la reconstruction achevée et en cours, le moral de la communauté resterait fort et élevé. »
Catriona est la première dans l'histoire du concours de Miss Philippines à avoir représenté son pays aux deux principaux concours de beauté internationaux, Miss Monde et Miss Univers.

## Miss Univers 2018

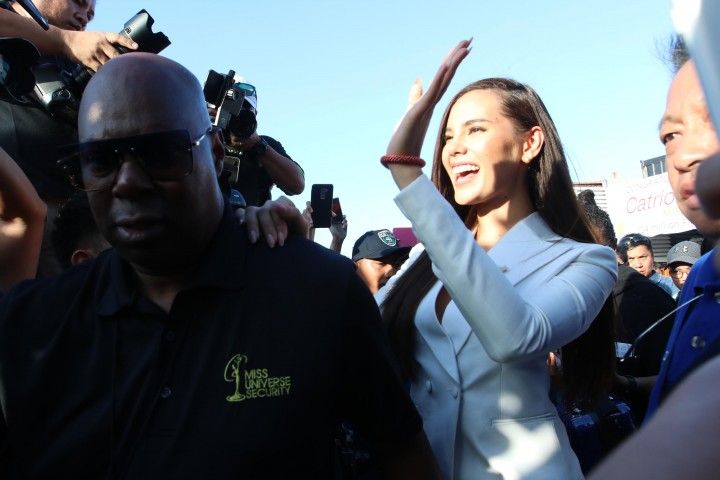
Catriona Gray salue ses fans le 18 décembre 2018, deux jours après avoir été sacrée Miss Univers 2018.

Le 16 décembre 2018, elle représente son pays à l'élection de Miss Univers 2018.
Elle est sélectionnée dans le top 20. 
Après avoir été qualifiée pour le top 10, elle défile en maillot de bain puis en robe de soirée. Arrivant première sur les défilés, elle est qualifiée dans le top 5, l’épreuve des questions où Steve Harvey, présentateur de l'élection, lui pose cette question : «Le Canada a récemment rejoint l’Uruguay en tant que deuxième pays au monde à légaliser la marijuana. Quelle est votre opinion sur la légalisation de la marijuana?». Sa réponse est la suivante :
« Je suis pour que cela soit utilisé dans le cadre d'un usage thérapeutique et non pour un usage récréatif. Parce que je pense que si les gens argumentent sur ce sujet, qu’en est-il alors de l’alcool et des cigarettes ? Tout est bon mais avec modération. »
Elle est alors qualifiée dans le top 3, Steve Harvey lui pose alors une dernière question : « Quelle est la leçon la plus importante que vous avez apprise dans votre vie et comment l'appliqueriez-vous en tant que Miss Univers ? ». Sa réponse est la suivante :
« Je travaille beaucoup dans les bidonvilles de Tondo et de Manille et la vie y est très pauvre et cela est très triste. Et j’ai toujours appris à y voir la beauté, à regarder la beauté sur le visage des enfants et à en être reconnaissante. Et j'apporterais cette vision des choses en tant que Miss Univers pour voir le bon côté des choses et déterminer ce que je pourrais apporter, où je pourrais agir en tant que porte-parole. Et ainsi, si je pouvais apprendre aux gens à être reconnaissants, nous pourrions créer un monde meilleur où la négativité ne pourrait ni accroître, ni être nourrie et où les enfants garderaient le sourire aux lèvres. »
Elle est ensuite élue Miss Univers, succédant ainsi à la Sud-Africaine Demi-Leigh Nel-Peters, Miss Univers 2017. Elle est la quatrième Miss Univers originaire des Philippines, après Gloria Diaz en 1969, Margarita Moran en 1973 et Pia Alonzo Wurtzbach en 2015.

## Parcours
- Miss Little Philippines 1999
- Miss Monde Philippines 2016
- Top 5 à Miss Monde 2016
- Miss Univers Philippines 2018
- Miss Univers 2018

## Discographie

### Singles
| Titre                  | Détails |
| ---------------------- | --- |
| We're In This Together | - Réalisation : 23 novembre 2018 - Label : Young Focus for Education and Development, Marcus Davis Jr. - Format : digital download, streaming |